# Unión Deportiva Las Palmas Llamoro
La Unión Deportiva Las Palmas Llamoro es la sección femenina de la Unión Deportiva Las Palmas. Se formó el 28 de julio de 2018 a partir del acuerdo entre el equipo femenino Club Deportivo Llamoro y la U. D. Las Palmas. Disputa la Segunda División Femenina de España y su primera temporada fue la de 2017-18.

## Historia
Antes de su formación el C. D. Llamoro llevaba cuatro años asociado con la Escuela UDLP. El 28 de julio de 2017 se alcanzó un acuerdo entre el Club Deportivo Llamoro, equipo femenino de Tenerife, y la Unión Deportiva Las Palmas, a cargo de la Escuela UDLP, para formar la Unión Deportiva Las Palmas Llamoro como la sección femenina de la Unión Deportiva Las Palmas.
El club comenzó a jugar en la Segunda División Femenina de España, concretamente en el subgrupo tinerfeño.